# Демиденко Тит Трохимович
Демиденко Тит Трохимович (* 21 березня (2 квітня) 1891, с. Трушівці, сучасний Чигиринський район — † 21 липня 1959, Київ) — український вчений в царині рослинництва, професор, з 1951 року — член-кореспондент АН УРСР.

## Життєпис
1921 року закінчив Харківський сільськогосподарський інститут; десять років працював у Московській сільськогосподарській академії ім. К. А. Тімірязєва.
З 1944 року завідує кафедрою рослинництва Української сільськогосподарської академії в Києві; згодом — почесний член кафедри.
Його наукові праці стосуються фізіології та агрохімічних основ живлення сільськогосподарських культур, раціональному використанню існуючих і створенню нових ефективних бактеріальних добрив.
У результаті досліджень встановив критичні періоди у використанні води — для певних сільськогосподарських культур; дало змогу визначити оптимальні строки їх поливів.
Нагороджений орденом та медаллю.
Опубліковано понад 70 його праць, зокрема:
- «Терміни поступлення харчових речовин до соняшника у зв'язку із підживленням», «Доповіді АН СРСР», 1937, разом із Поповим В. П.,
- «Диференційоване харчування соняшника головними елементами», 1938, Кишинів,
- «Кореневе харчування соняшника», Краснодар, 1940, разом із Бариновою Р. А., Голле Р. А. та Голле В. П.,
- «Вплив мікроелементів на врожай та склад соняшника», 1940, «Праці Київського сільськогосподарського інституту», разом із Голле В. П.,
- «Деякі питання щодо соняшника», 1944, «Відомості АН СРСР», разом з Рухлядєвою Н. М.,
- «До теорії та практики мінерального харчування цукрового буряка, соняшника та ярої пшениці», Київ, 1949,
- «Вплив способів внесення добрив на врожай сільськогосподарських культур», Київ, 1955.